# 马林·马里奇
马林·马里奇（1994年2月21日—）為克羅埃西亞男子籃球運動員，現效力於黎巴嫩籃球聯賽贝鲁特体育。
马里奇出生於克羅埃西亞斯普利特，大學前往美國就讀，畢業後回到歐洲發展，曾代表克羅埃西亞參加多項國際賽事。2024年5月，全国男子篮球联赛长沙湾田勇胜簽下马里奇。马里奇代表长沙湾田勇胜出賽26場例行賽，場均可挹注23.8分、10.2籃板、2.6助攻、1.2抄截。2024年9月，中国男子篮球职业联赛四川蓝鲸與马里奇完成簽約。

## 外部連結
- 马林·马里奇在fiba.basketball（英语）
- 马林·马里奇在archive.fiba.com（存檔）（英语）
- 马林·马里奇在西班牙篮球甲级联赛官網（球員）（西班牙语）
- 马林·马里奇在TBLStat.net（英语）
- 马林·马里奇在亞得里亞海聯賽官網（英语）
- 马林·马里奇在中国男子篮球职业联赛官網
- 马林·马里奇在Basketball-Reference.com（國際）（英语）
- 马林·马里奇在Sports-Reference.com（NCAA）（英语）
- 马林·马里奇在Eurobasket.com（球員）（英语）
- 马林·马里奇在Proballers（英语）
- 马林·马里奇在RealGM（球員）（英语）
- 马林·马里奇在中国篮球数据库
- 马林·马里奇在Flashscore（英语）
- . Interperformances.com.